# Geographie Namibias

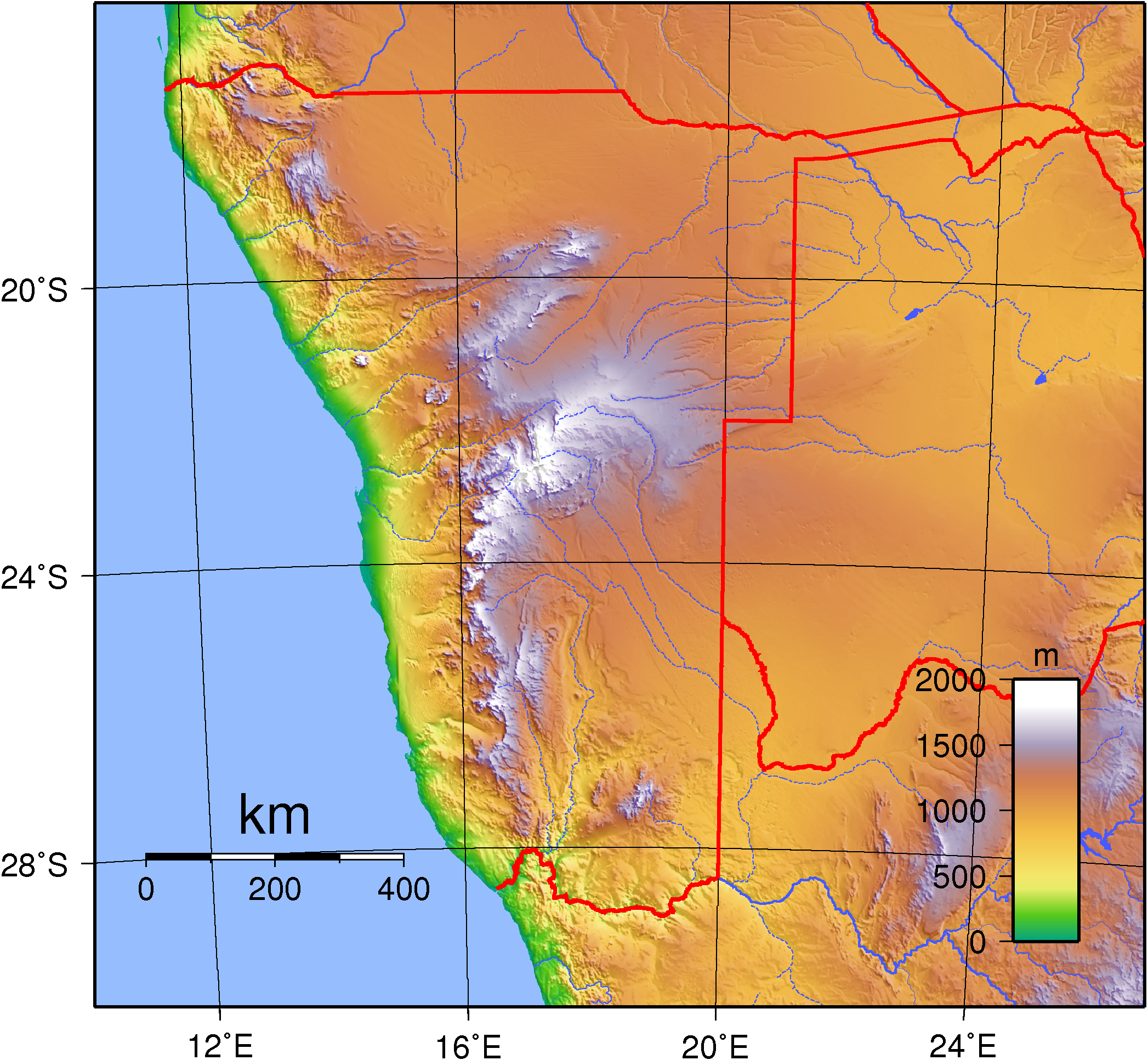
Topographische Karte Namibias

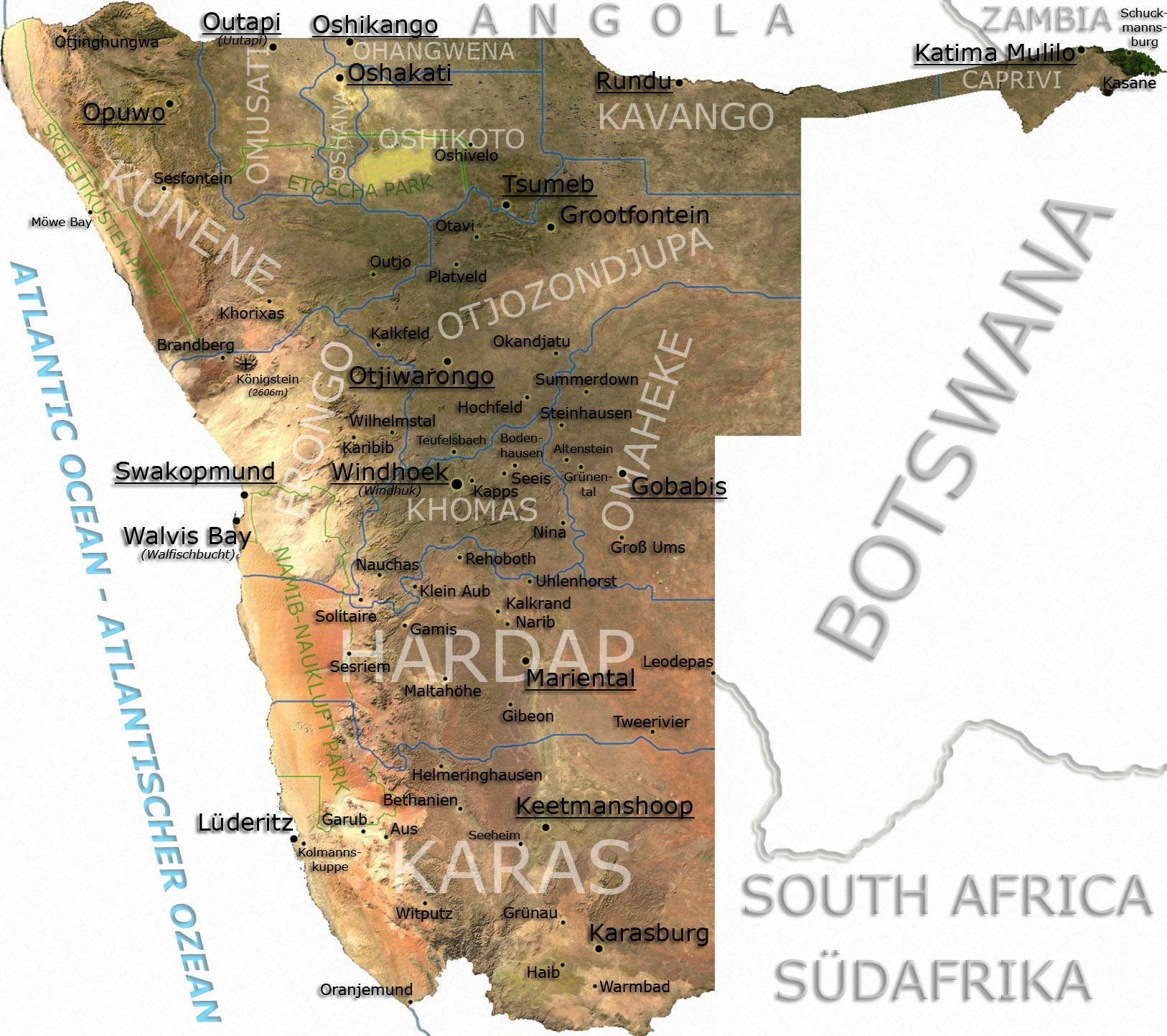
Satellitenaufnahme Namibias mit Regionsgrenzen und Ortschaften

Die Geographie Namibias wird im Wesentlichen durch drei Naturräume gegliedert, welche das Land vom Kunene-Fluss im Norden bis zum Oranje-Fluss im Süden durchziehen: der Küstenstreifen bestehend aus der Namib mit der Skelettküste im Norden, die Große Randstufe und das Binnenhochland; Letzteres geht Richtung Osten in das Kalahari-Becken über.
Namibia liegt im südlichen Afrika zwischen 17,5° und 29° südlicher Breite sowie 12° und 25° östlicher Länge und grenzt im Norden an Angola, im Osten an Sambia und Botswana, im Süden an Südafrika und im Westen an den Südatlantik. Ein Vierländereck im äußersten Nordosten wird nur durch wenige Meter nach Simbabwe verpasst.
Das gesamte Staatsgebiet Namibias umfasst etwa 824.292 km². Natürliche Grenzen bilden hierbei der Kunene im Nordwesten, der Okavango und Sambesi sowie Chobe/Kwando/Linanti im Nordosten und der Oranje im Süden. Eine Besonderheit bildet der etwa 450 km lange und bis zu 50 km breite Caprivizipfel, der nicht nur eine Sonderlage im Staatsgebiet einnimmt, sondern auch besondere geographische und klimatische Voraussetzungen besitzt.

## Statistische Daten
|                                           | Daten |
| ----------------------------------------- | --- |
| Geographische Koordinaten                 | 22° S, 17° O                                                                                                 |
| Hoheitsgebiet                             | 824.116 km²                                                                                                  |
| Hoheitsgewässer                           | 12 sm |
|                                           | Anschlusszone: 24 sm                                                                                         |
|                                           | Ausschließliche Wirtschaftszone: 200 sm                                                                      |
| Staatsgrenzen                             | 4200 km |
| siehe auch Namibische Grenze              | Angola 1427 km                                                                                               |
|                                           | Sambia 244 km                                                                                                |
|                                           | Botswana 1544 km                                                                                             |
|                                           | Südafrika 1005 km                                                                                            |
| Küstenlänge                               | 1570 km |
| Höchster Berg                             | Königstein 2573 m                                                                                            |
| Tiefste Niederung                         | Atlantik 0 m                                                                                                 |
| Relief                                    | Ebenen, Hochebenen, Faltengebirge, Hochland                                                                  |
| Wald und Waldland                         | <15 % (8 % Wald)                                                                                             |
| Landnutzung und Flächenverbrauch          | 47 % |
| siehe auch Wirtschaft Namibias            | Anbaugebiet 1 %                                                                                              |
|                                           | Dauerkultur 0,0 %                                                                                            |
|                                           | Bewässerungsanbau 80 km²                                                                                     |
| Natürliche Ressourcen                     | Diamanten, Kupfer, Uran, Gold, Blei, Zinn, Lithium, Cadmium, Zink, Salz, Vanadium, Erdgas, Windkraft, Fische |
| Umweltbelastungen                         | geringe Wasservorräte und erschwerte Wasserversorgung; Desertifikation                                       |
| Klima nach Effektiver Klimaklassifikation | Wüstenklima, Savannenklima, Steppenklima, Etesienklima                                                       |

## Naturräume

### Küstenstreifen
Der namibische Küstenstreifen erstreckt sich von der Mündung des Oranje bei Oranjemund bis zur Mündung des Kunene an der Grenze zu Angola. Wesentliche Landschaften der namibischen Küste sind das Diamantensperrgebiet, die Namib-Wüste und die Skelettküste, allesamt wegen des hier verlaufenden Benguelastroms sehr trockene und aride Gebiete.
Die karge Küste weist auch nur wenige Inseln, Halbinseln oder Buchten auf. Einzige nennenswerte Ausnahmen bilden die Lüderitzbucht bei Lüderitz und die Walfischbucht bei Walvis Bay sowie die sogenannte Kalte Bucht bei Kap Frio. Einzige Inseln sind die namibischen Pinguininseln, eine Reihe kleiner Eilande von denen Hollam's Vogel-Insel mit 0,65 km² die größte ist.

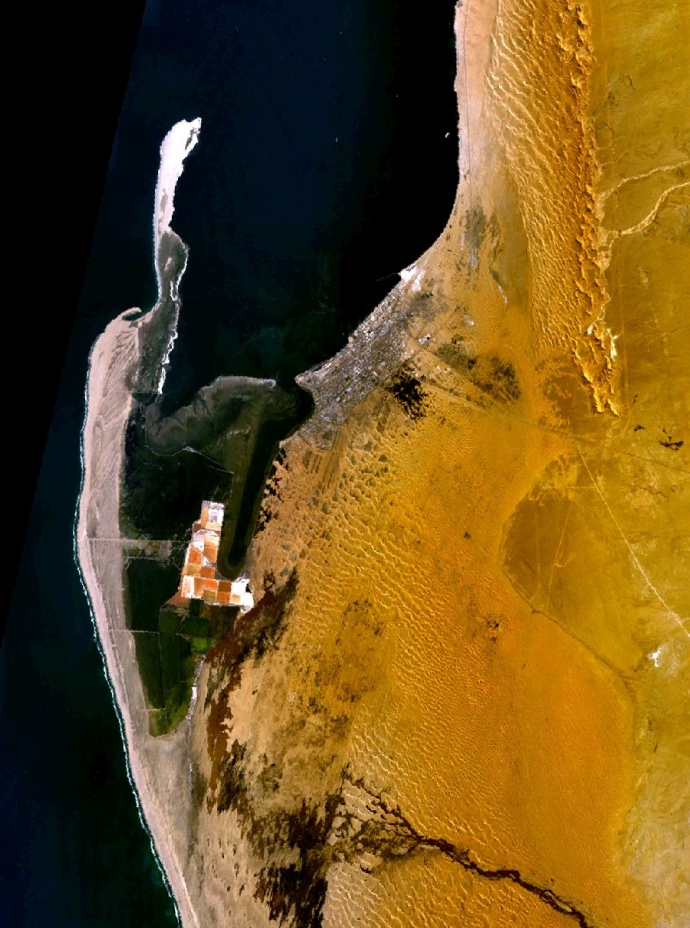
Satellitenbild der Walfischbucht
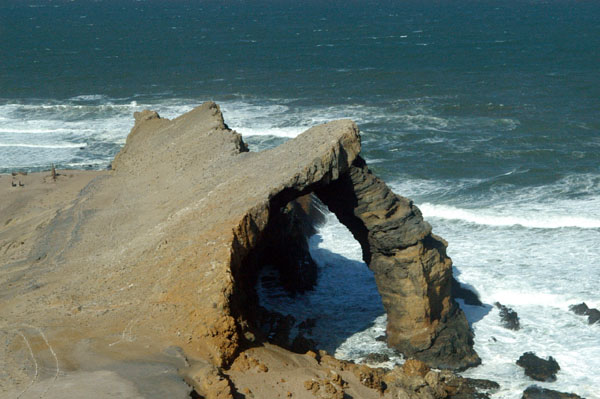
Bogenfels im Diamantensperrgebiet
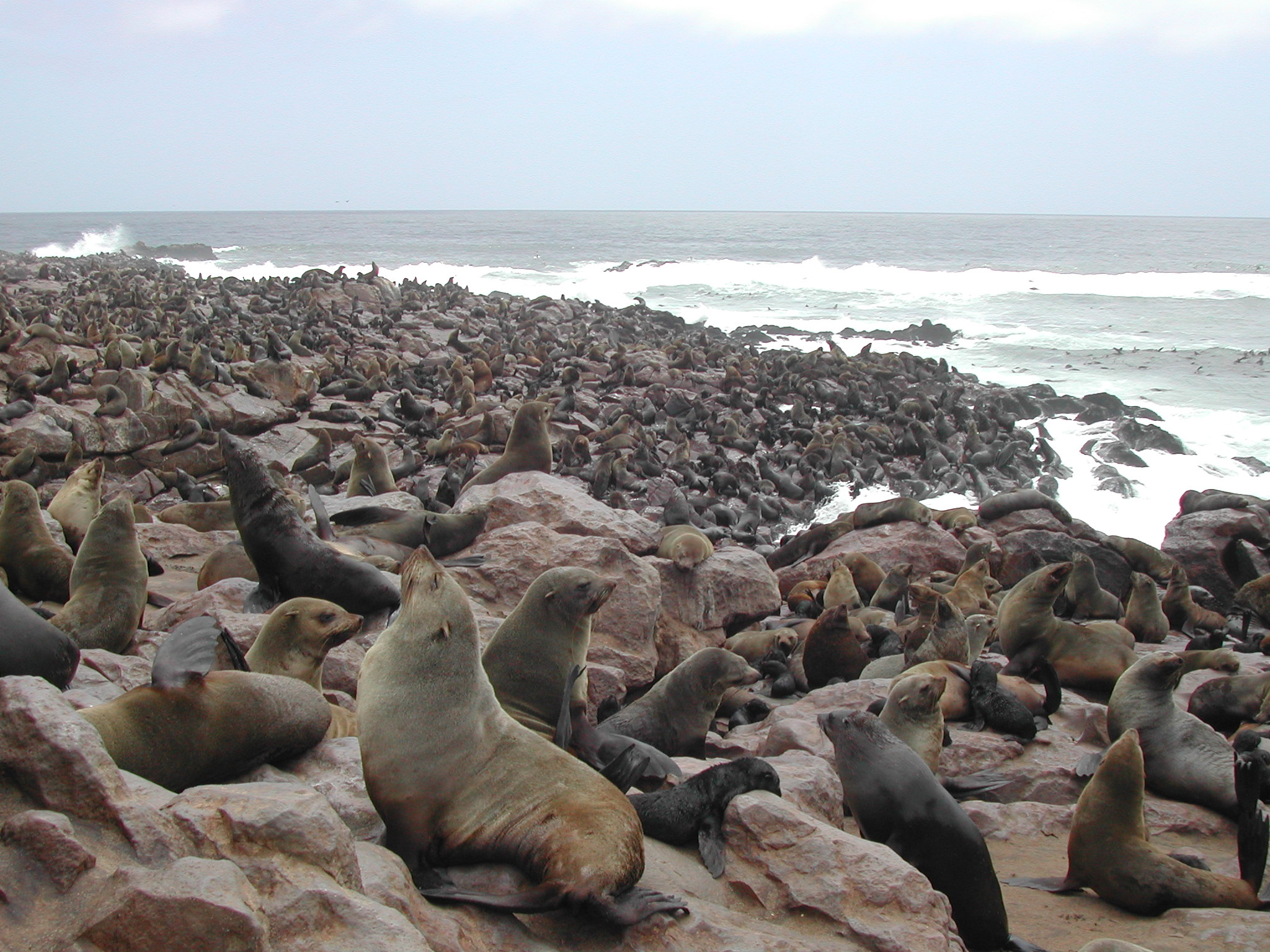
Kolonie Südafrikanischer Seebären am Kreuzkap
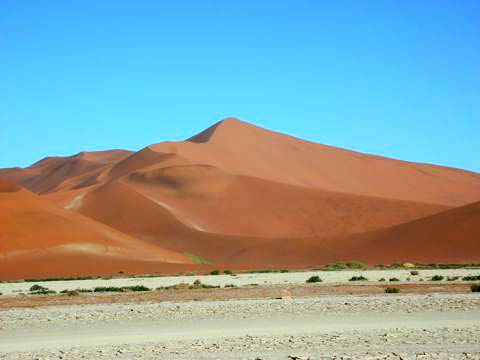
Düne 7, die höchste Sanddüne der Welt

Der aride Küstenstreifen zieht sich über eine Länge von 2000 km, aber nur 80 bis 130 km Breite von Südangola bis in die südafrikanische Provinz Nordkap und steigt vom Niveau des Meeresspiegels nur langsam auf rund 600 m Höhe an. Im Norden ist der Küstenstreifen vorwiegend steinig, teilweise felsig, im Süden vorwiegend Sandwüste (vor allem südlich des Trockenflusses Kuiseb) mit großen Wanderdünen bis über 300 m Höhe.

### Große Randstufe
Die Große Randstufe durchzieht Namibia von Nord nach Süd als eine der drei vorherrschenden Landschaftsformen und trennt die Küstenebene vom Binnenhochland.
Der westlich der Randstufe gelegene, küstennahe Teil des Landes zieht sich als etwa 2000 km langer, aber nur 80 bis 130 km breiter Streifen von Südangola bis in die südafrikanische Provinz Nordkap und entspricht im Wesentlichen dem Bereich der Küstenebene. Dieser Küstenstreifen wird hauptsächlich von der Namibwüste eingenommen und steigt vom Niveau des Meeresspiegels nur langsam auf 600 m Höhe an. Im Norden ist der Küstenstreifen vorwiegend steinig, teilweise felsig (siehe Skelettküste) und im Süden vorwiegend Sandwüste (vor allem südlich des Trockenflusses Kuiseb) mit großen Wanderdünen bis über 300 m Höhe.
Die Große Randstufe schließt sich an den Küstenstreifen nach Osten als Steilanstieg an, der auf eine bis zu über 2000 m über NN erreichende Schichtstufe hinaufführt. Im Norden, zwischen dem Kunene- und dem Huab-Fluss, wird die Große Randstufe von den Hartmann-, Baynes- und den Joubertbergen gebildet, im Süden durch das Khomashochland, die Rantberge, die Naukluftberge sowie Tsarisberge, Schwarzrand und Tirasberge. Breite und tiefe, zur Küste ausgerichtete Flusstäler schneiden durch die Große Randstufe und öffnen sie zur Namib hin. In Zentralnamibia, im Bereich des 19. bis 23. Breitengrades, ist die Randstufe erodiert und über mehrere hundert Kilometer unterbrochen: die sogenannte Randstufenlücke. Sie wird durch eine schiefe, kontinuierlich ansteigende Ebene ersetzt und das Gelände steigt kontinuierlich bis zum Niveau des Binnenhochlandes an (vergleiche auch Mondlandschaft). Außerhalb der Großen Randstufe stehen das Brandbergmassiv, das Erongogebirge und einzelne Inselberge wie die Kleine und Große Spitzkoppe. Vom Naukluftgebirge bis zum Oranje-Fluss verläuft die Große Randstufe über 400 km in Nord-Süd-Richtung als Schichtstufe (Rotrand) und am Rande des Diamantensperrgebiets erheben sich die Granitberge der Großen Randstufe aus den weiten Ebenen der Namib.

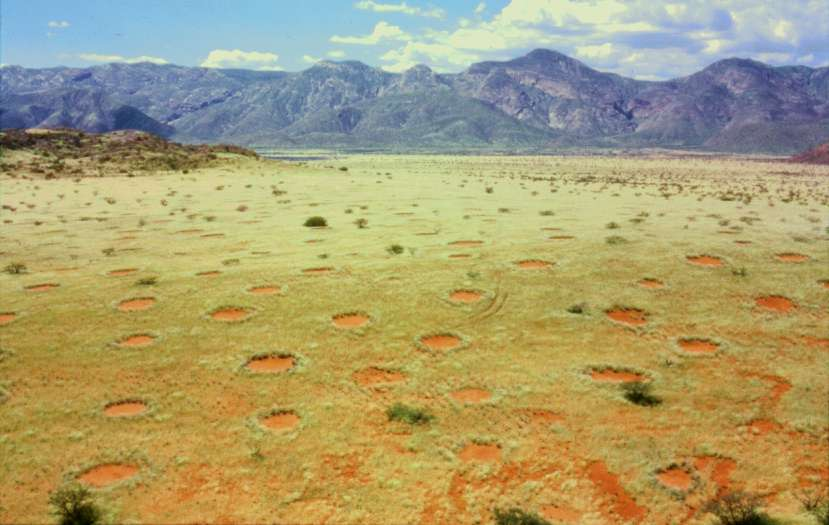
Hartmannberge mit Feenkreisen im Vordergrund
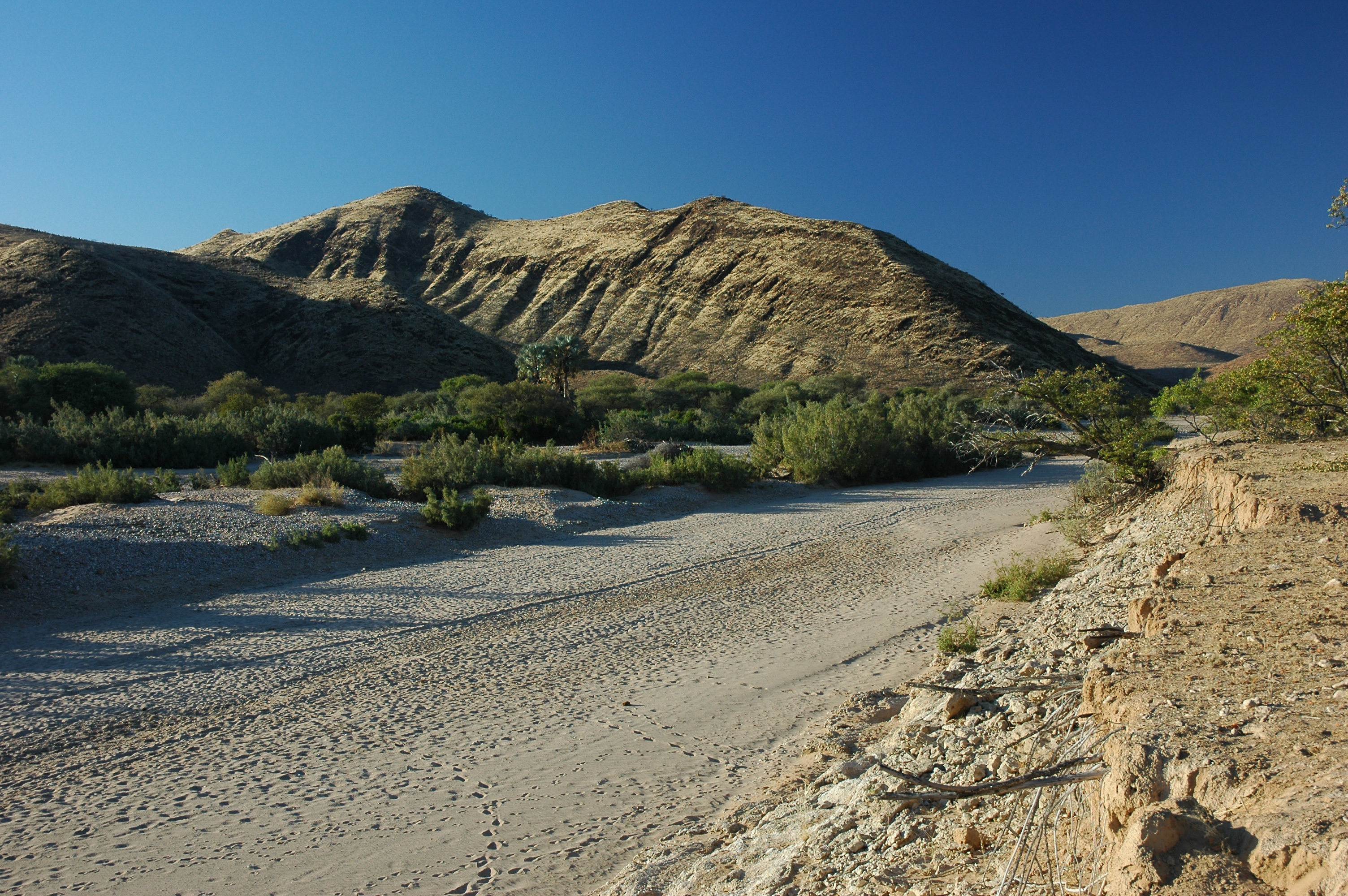
Kaokoland (August 2006)
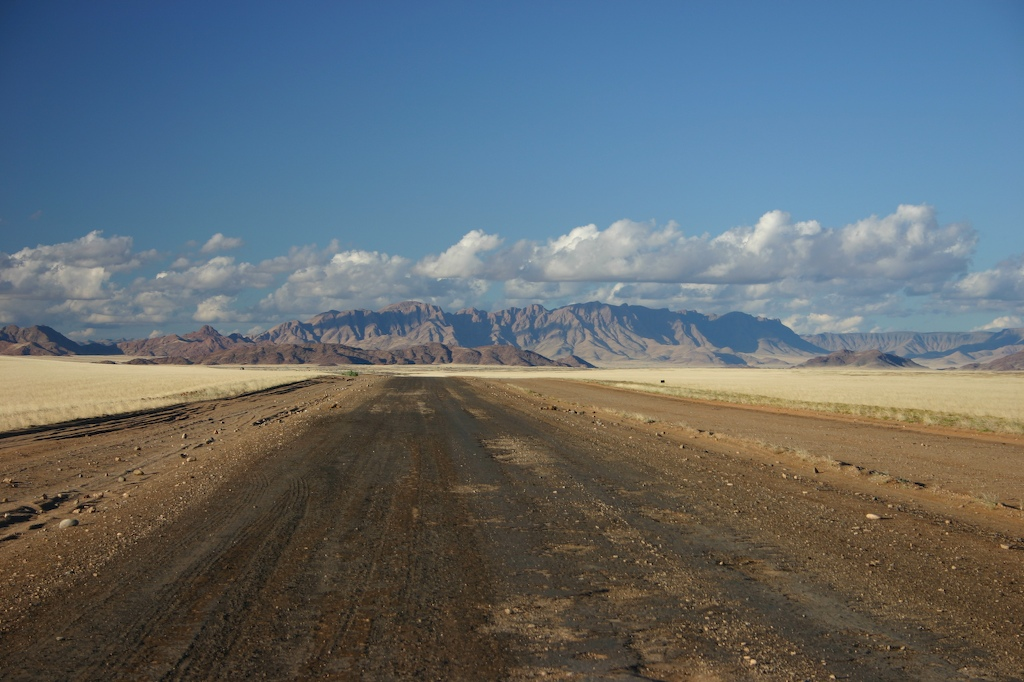
Naukluftberge
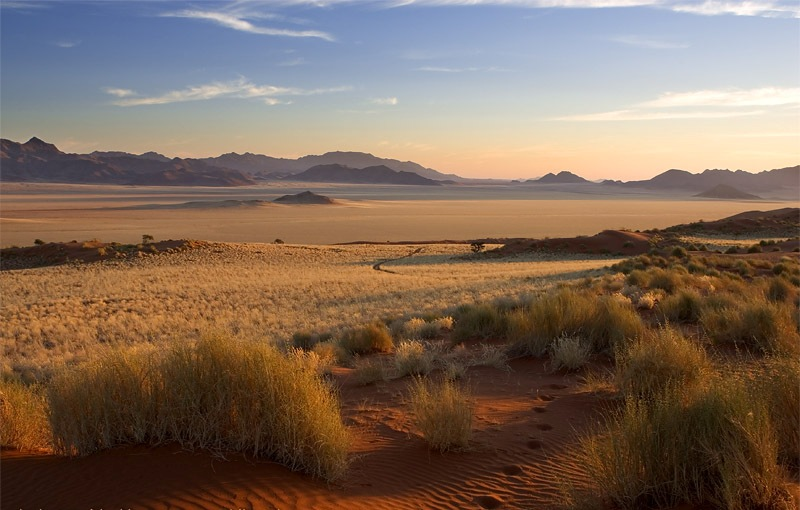
Tirasberge

### Binnenhochland
Richtung Osten senkt sich die Große Randstufe allmählich in die Bergländer der Randschwelle und zum zentralen innerafrikanischen Hochland ab und geht in das sandgefüllte Kalahari-Becken über, das zur zentralen Beckenlandschaft des südlichen Afrika gehört. Im Norden wird das Binnenhochland von breiten Tälern durchzogen und ist relativ fruchtbar. An Gebirgen sind der Waterberg und die Otaviberge zu nennen. Im Zentrum Namibias, zwischen den Wüsten Namib im Westen und der Kalahari im Osten liegt das durchschnittlich 1700 m hohe Khomashochland und die bis zu 2400 m hohen Auasberge und Erosberge. Die Hauptstadt Namibias liegt im Windhoeker Becken auf rund 1600 m. Im Süden Namibias ist das Hochland zumeist flach und die Landschaft wird nur durch wenige tiefe Täler gegliedert. Ausnahmen bilden die Großen Karasberge und einzelne Bergmassive vulkanischen Ursprungs, wie der Brukkaros.

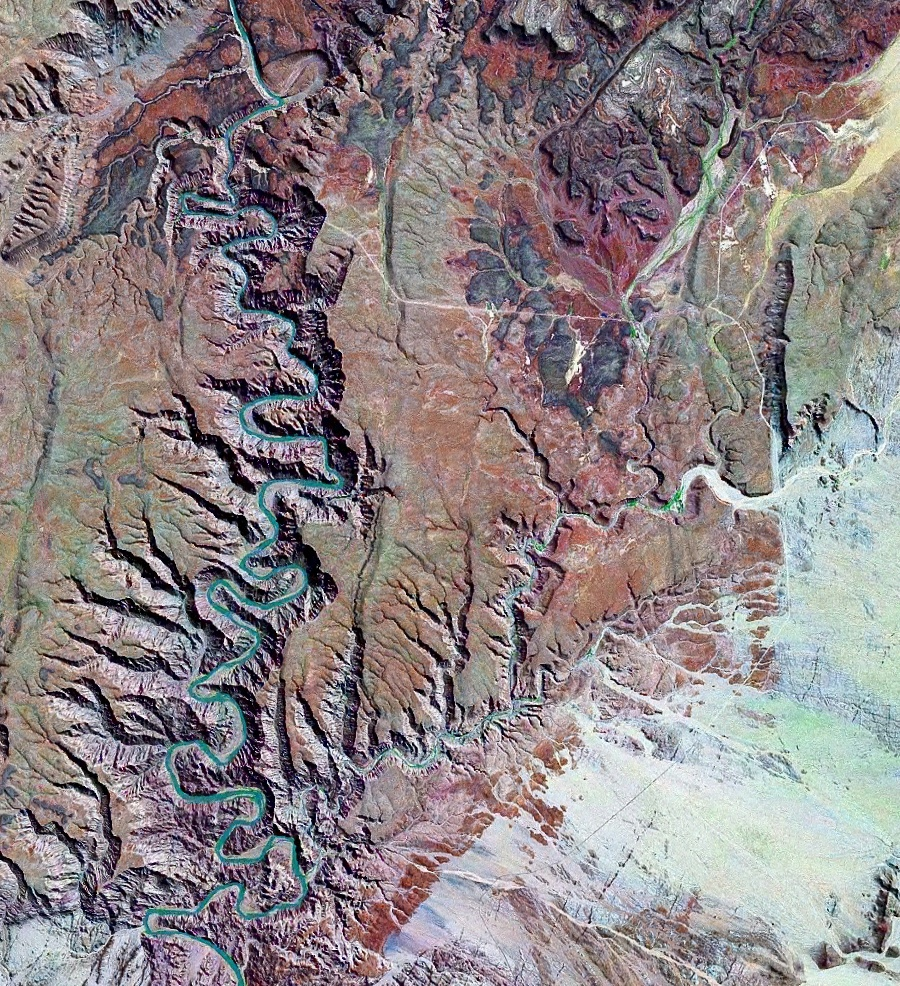
Satellitenbild des Fischfluss-Canyon
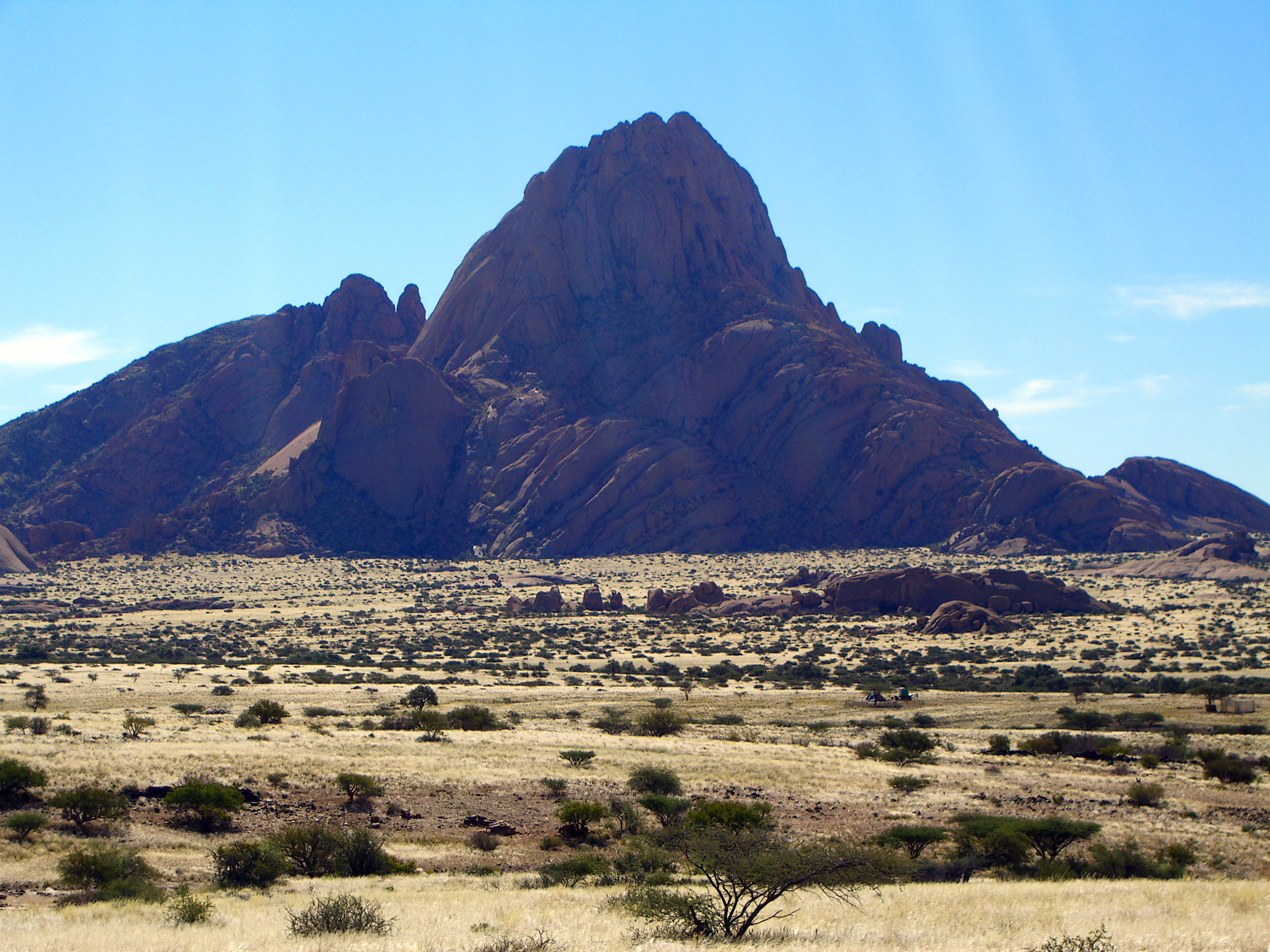
Spitzkoppe
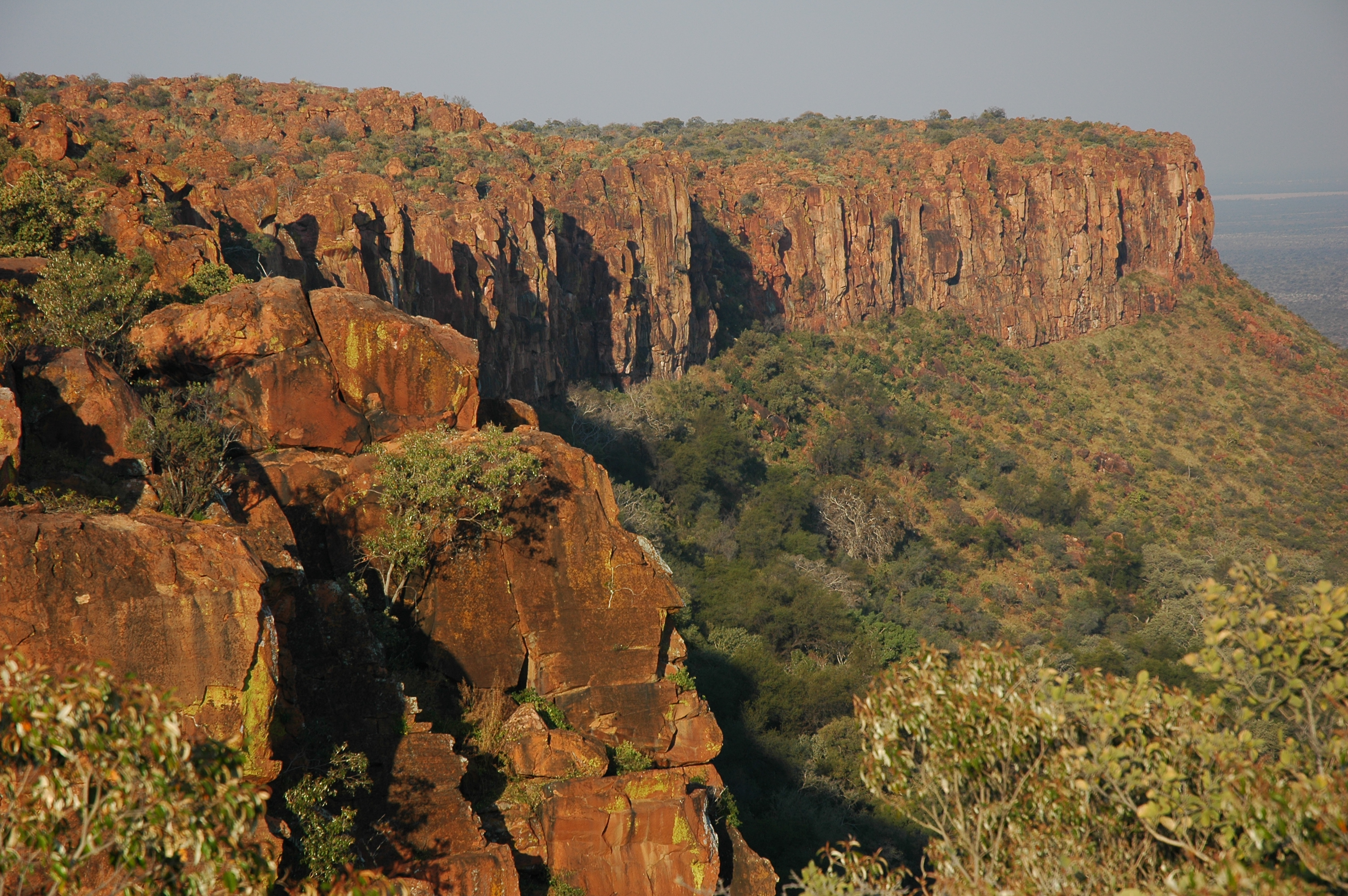
Waterberg
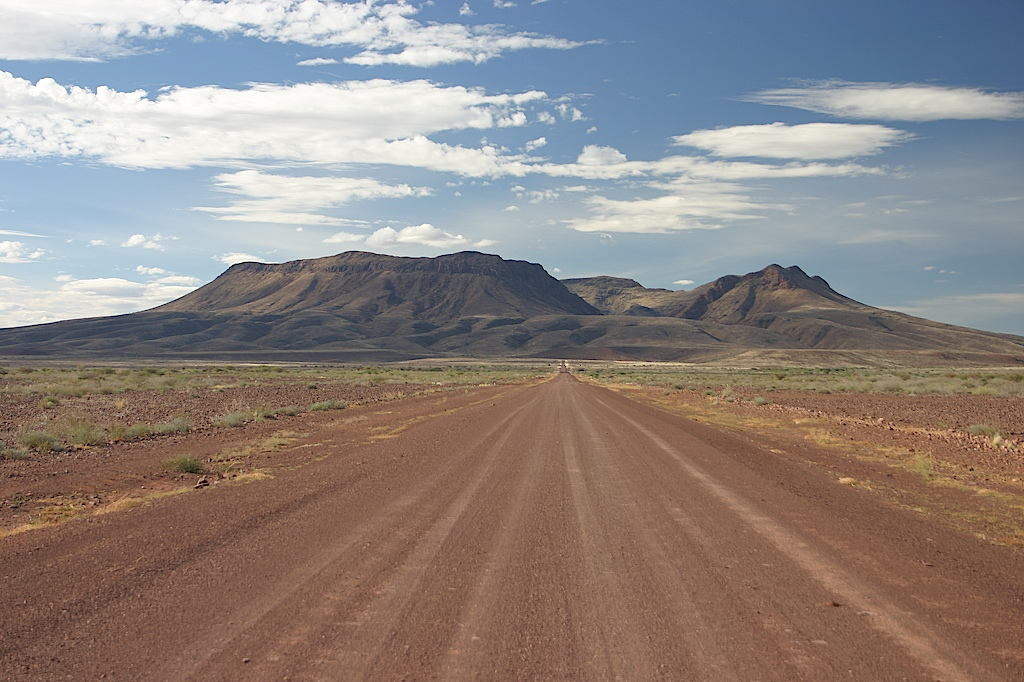
Brukkaros

#### Caprivi
Das flache Caprivi liegt zwischen den Flüssen Okavango und Sambesi und ist die einzige Region von Namibia mit einem subtropischen und tropischen Klima. Insbesondere der Wahlkreis Linyanti ist geprägt von Überschwemmungen des Cuando. In Caprivi liegen die drei Nationalparks Mudumu-, Mamili- und Caprivi-Nationalpark.

## Wasserregionen

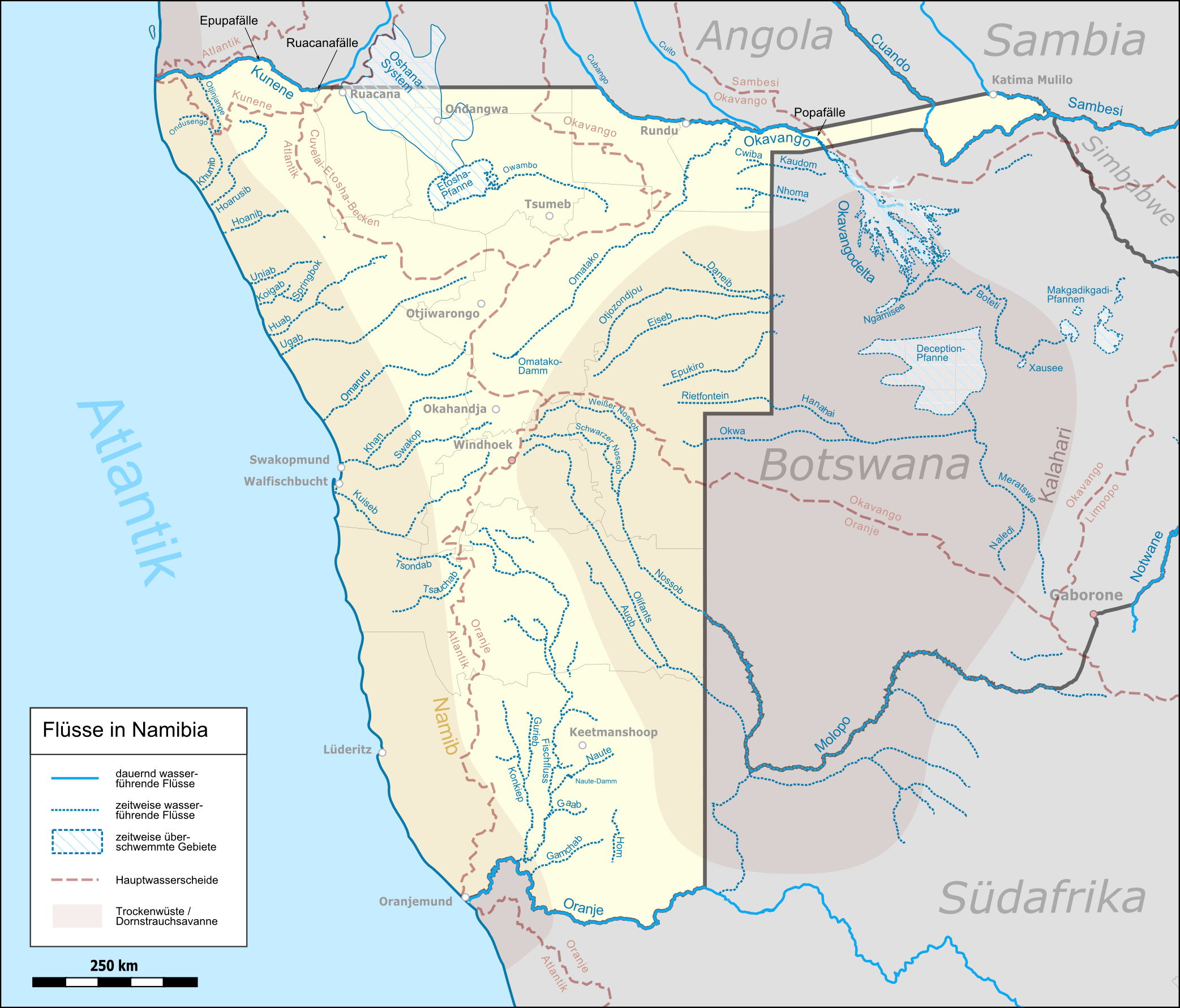
Große Flüsse und Riviere Namibias

Die Wasserregionen in Namibia gliedern sich durch die Einzugsgebiete der Flüsse in Namibia. Die Oranje-Wasserregion und Kalahari-Fish River-Wasserregion in Südnamibia sowie die Kunene-, Oshana-, Okavango- und Sambesi-Wasserregionen in Nordnamibia bilden die bedeutendsten Wasservorkommen in Namibia. Der Fischfluss wird bei Mariental mittels des Hardap-Damms gestaut, des größten Staudamms in Namibia. Andere bedeutende Staudämme sind der Naute-Damm bei Keetmanshoop und der Oanob-Damm bei Rehoboth.
Die in Zentralnamibia gelegene Namib-Wasserregion (mit den Rivieren Kuiseb und Swakop) sowie die Nordkalahari-Wasserregion (mit den Rivieren Nossob und Omatako) führen nur sporadisch Wasser und sind wichtig für die Trinkwasserversorgung der Region – bedeutende Staudämme sind der Swakoppforte-Damm und der Von-Bach-Damm, beide bei Okahandja.

## Naturschutzgebiete

Staatliche Naturschutzgebiete

Naturschutz hat in Namibia einen großen Stellenwert und ist in der Verfassung des Landes verankert. Die Umweltpolitik Namibias konzentriert sich auf den Erhalt der Biodiversität und Artenvielfalt sowie insgesamt ein ökologisches Gleichgewicht zwischen Mensch, Tier und Pflanzen; die einzelnen Direktionen des hierzu eingerichteten Ministeriums für Umwelt und Tourismus dienen dem Schutz und der Wahrung der natürlichen Ressourcen des Landes.